# المسارح في كوريا

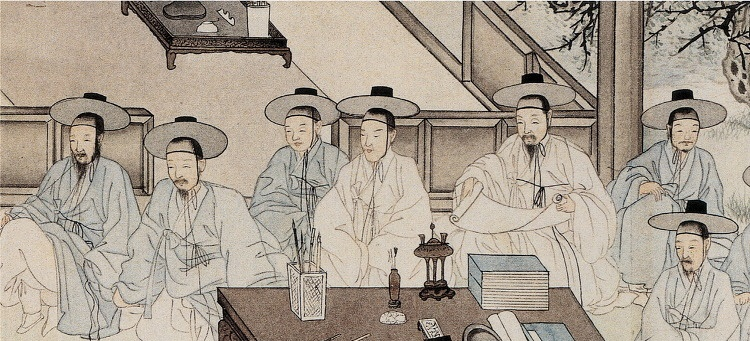
لوحة من جوسون تمثل Jungin (حرفيا "الوسطاء") ، تعادل البرجوازية الصغيرة.

المسارح في كوريا أو المسرح الكوري هو عروض مسرحية تم إجراؤها في الأصل في الساحات ولكنها انتقلت الآن إلى مسارح. يتم أداء المسرح الكوري باللغة الكورية، ويتكون عموما من الشعب الكوري. يبرز المسرح الكوري في كوريا القديمة، ولا يزال نابضا بالحياة اليوم ويكتسب الآن شعبية في جميع أنحاء العالم.
كان المسرح الكوري قبل القرن العشرين «أداء» أكثر من «دراما». لم تكن هناك دراما مدفوعة بالمؤامرة، وكانت جميع العروض التقديمية، بما في ذلك الرقص وطقوس الشامان والسيرك، تسمى نلوم أو يونهي، وهو ما يعني «اللعب».
حتى القرن التاسع عشر، كان الشكلان الرائدان للمسرح العام الكوري هما تالتشوم (رقصة قناع)، و (بانسوري). يترجم تالتشوم حرفيا إلى «رقص الأقنعة». قام العديد من اللاعبين الذين يرتدون أقنعة بأداء نص ثابت بطريقة فضفاضة بممارسة الرقص والحوار والأغنية. نظرا لأن الفنانين تمكنوا من إخفاء هوياتهم، فإن العديد من المسرحيات التي تم لعبها كانت هجاء. بانسوري هو شكل من أشكال سرد القصص. هناك مؤد مركزي واحد يمر، بواسطة الحوار والأغنية بقصة كاملة ومؤدي آخر يضيف الإيقاع والمزاج إلى القصة عن طريق الضرب على الطبل ووضع الأصوات اللفظية «تشويمساي». لم يكن لدى تالتشوم ولا بانسوري نص ثابت - تم نقلها شفويا من جيل إلى جيل.
بعد أن فتحت كوريا أبوابها أمام الدول الأجنبية في أواخر القرن التاسع عشر، تم بناء أول مسرح داخلي حديث، هيوبيول سا في عام 1902، وبدأت «المسرحيات الجديدة» في الظهور. كان «المسرحيات الجديدة» هو مصطلح (ثينسبي) الكوريين المستخدم في الدراما الغربية في ذلك الوقت. تم تقديم مرحلة البروسينيوم وكذلك شكسبير، وكانت هناك حركة بين ممارسي المسرح لتحديد خط بين المسرح الكوري التقليدي والموجة الجديدة. في الوقت الحاضر، تستمر الأشكال التقليدية من قبل «الكنوز الوطنية الحية»؛ الأشخاص الذين تختارهم الحكومة لامتلاكهم مهارة استثنائية في الفن التقليدي ويتم تمويلهم لتمرير هذا الفن.
المسرح الكوري المعاصر له ثلاثة اتجاهات رئيسية. أولا، هناك المسارح التي تمولها الحكومة مثل المسرح الوطني الكوري ومركز سيول للفنون المسرحية. يتكون المرجع الرئيسي من المسرح التقليدي الكوري والكلاسيكيات مثل شكسبير وتشيخوف. يحدث الاتجاه الثاني في دايهاكرو، «خارج برودواي» أو «خارج برودواي» في سول، كوريا. معظم المسرح الذي يقام في دايهاكرو مستقل وتجريبي. الاتجاه الأخير والأكبر هو اتجاه المسرح الشعبي. قامت العديد من شركات الشركات ببناء مساحات مسرحية كبيرة في سول تستخدم بأسلوب رئيسي لتنظيم المسرحيات الموسيقية الكبيرة وترجمات أغاني برودواي. ولكن في حين أن هذه الفئات الثلاث يمكن أن تعطي فكرة عن المسرح الكوري المعاصر، يحتاج المرء أيضا إلى أن يضع في اعتباره أن الثلاثة غالبًا ما يختلطون، لذلك في بعض الأحيان تجد مسرحا تجريبيا في مسرح الشركات ومسرحية برودواي الموسيقية على دايهاكرو. انتشر المسرح الكوري في جميع أنحاء العالم ويرتفع إلى الصدارة في بلدان أخرى مثل أستراليا والولايات المتحدة الأمريكية وإنجلترا. في كثير من الأحيان تشمل الموضوعات إصدارات حديثة ومنقحة من المسرحيات الكورية التقليدية الممزوجة بالميلودراما.
في كوريا، بدأت الطقوس المتعلقة بالشامانية والطوطمية وتطورت إلى مسرحيات في المجتمع الزراعي. سيشرح هذا المقال تطور المسرح الكوري.

## سلالة غوريو

### دراما قناع كورية (ضبابية جبلية)
في المجلد الثالث والثلاثين من «موكغونجيبي» من قبل  “يي سايك” (لونان)(1328-1396) في نهاية عهد أسرة غوريو، لم يسبق للدراما التاريخية من  “دونغ ديمون” (البوابة الشرقية) إلى بوابة القصر من قبل. من المناسب تفسيره على أنه يعني أنه لم يتم احتجازه لأول مرة في هذا الوقت، بل كان جانبا جديدا لم يسبق رؤيته من قبل. في نهاية عهد أسرة غوريو، وصلت مقامرة بايخي إلى مستوى أعلى من الفترة السابقة، وكان هذا يسمى «سانديجابجوك».

### أوبرا نوو (ناهي)
قام تشانغشا وآي تشوراني بأداء الأقنعة وطرد الأرواح الشريرة الخاصة بهما، وبعد الحفل، دخل العديد من الموسيقيين الجزء الثاني لأداء غامو بايخي. بخلاف الألعاب البهلوانية، مثل أوبانغ غويمو، تقام الألعاب البهلوانية مثل ابتلاع النار، ولعب الأقنعة من قبل الغربيين، ولعب دابيجيو الصينية، وتشيويونغمو، ورقص بايكسومو، وكلها باستثناء الألعاب البهلوانية خخوالداجيو هي رقصة قناع أو رقصة قناع. كانت شخصيات العزف على الأقنعة خلال عهد أسرة غوريو متنوعة.

### حفل ميمون (فتاة جميلة)
كان تشو هي هو الذي أظهر بداية أسلوب الرسم التقليدي لكوريا بمسرحية تركز على النكات، وليس فقط الرقص. في أبريل 1165 (السنة التاسعة عشرة من حكم الملك أويجونغ)، تضمنت ألعاب الأشخاص المختلفة لعبة عرض طقوس أقام فيها الخصيان من اليسار إلى اليمين منزلا كمسابقة وجاء السكان الأجانب إلى غوريو لتقديم تكريمهم.